# Cầu Troja
Cầu Troja (tiếng Séc: Trojský most) là cây cầu vòm bắc qua sông Vltava ở Praha, thủ đô lịch sử của Cộng hòa Séc. Đây cũng là một trong những cây cầu duyên dáng ở Praha.

## Mô tả
Cầu Troja được thiết kế dành cho đường bộ và xe điện, với tổng chiều dài khoảng 262 mét và chiều rộng đạt 30 mét. Kinh phí xây dựng cầu lên đến 1,3 tỷ CZK. Cầu Troja bắc qua sông Vltava để nối liền giữa hai quận là Holešovice (từ phố Partyzánská) và Troja (đến phố Nová Povltavská và Trojská).

## Lịch sử
Tiền thân của cây cầu hiện nay là cầu xe điện Troja tạm thời, được biết đến với biệt danh là "Rámusák" đã phục vụ giao thông từ năm 1981 đến năm 2013.
Cầu Troja mới bắt đầu được xây dựng vào mùa hè năm 2010. Đến đầu tháng 4/2013, Hội đồng thành phố Praha chính thức thông qua tên gọi là Trojský. Lễ khánh thành cầu diễn ra vào ngày 4 tháng 10 năm 2014 vào hai ngày sau thì cây cầu được đi vào sử dụng.
Năm 2015, cầu Troja được Hiệp hội Kết cấu Thép Châu Âu trao tặng giải thưởng Xuất sắc ở hạng mục cầu tại cuộc thi Giải thưởng Thiết kế Thép Châu Âu năm 2015.

## Hình ảnh

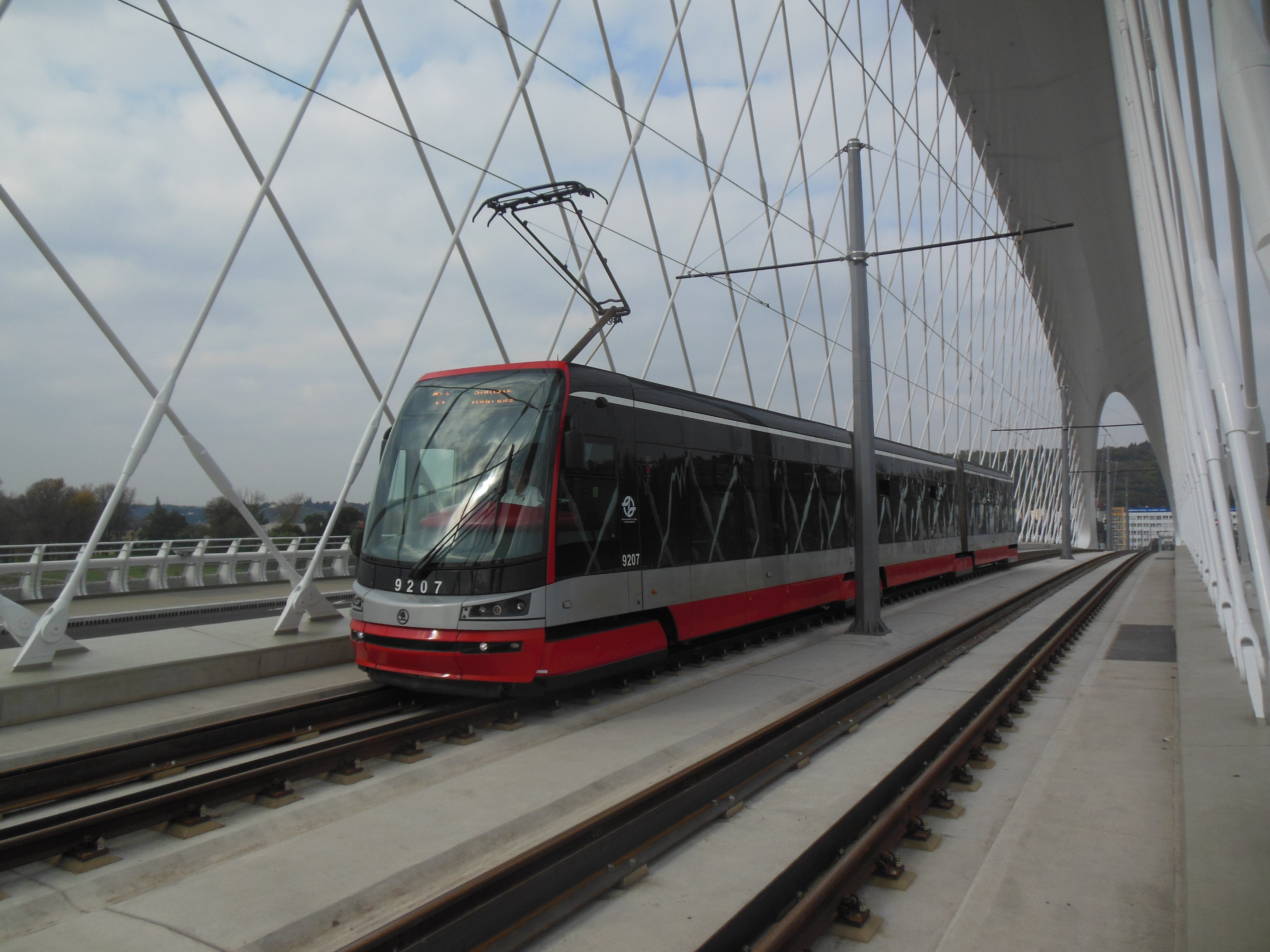
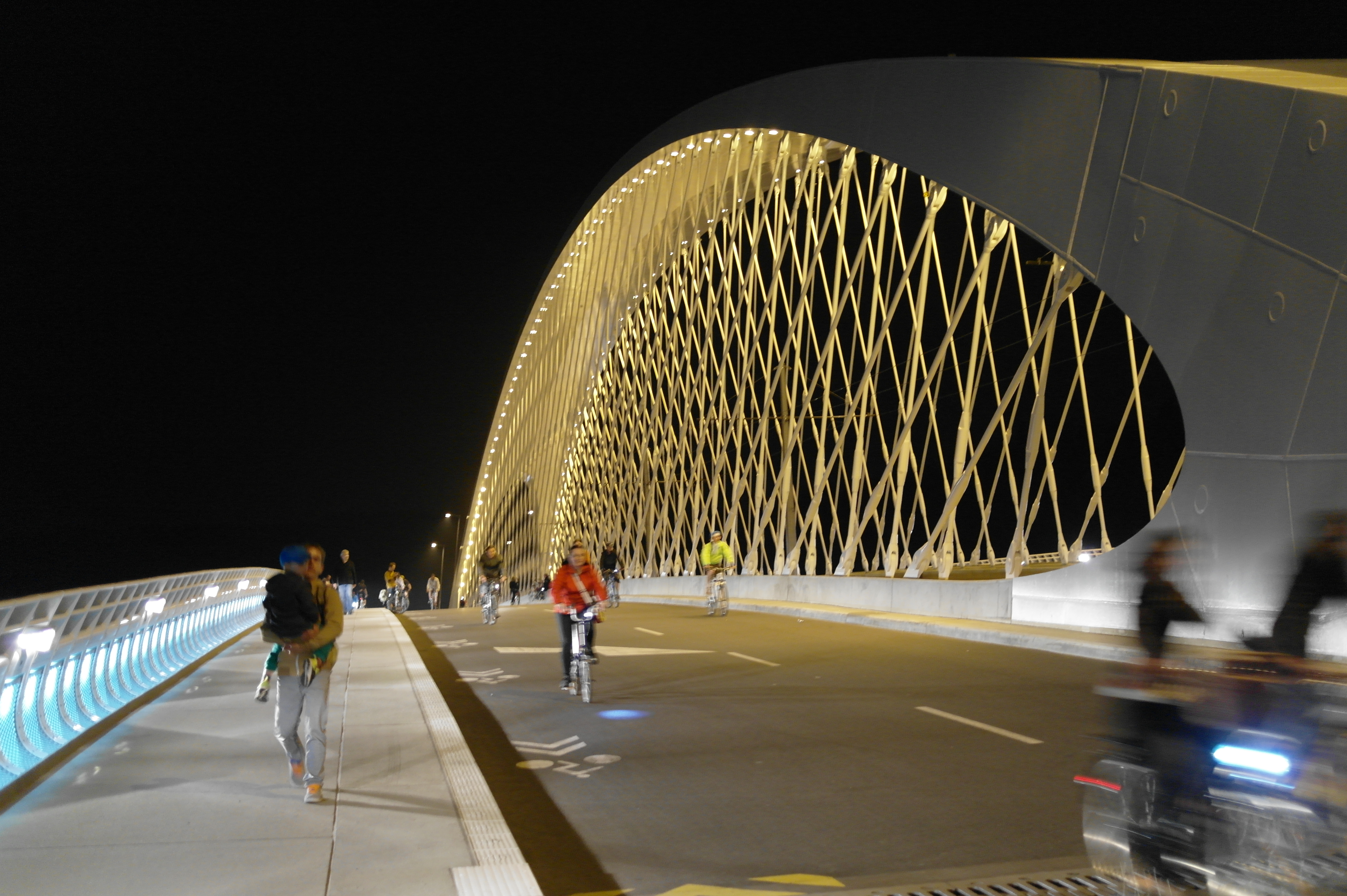
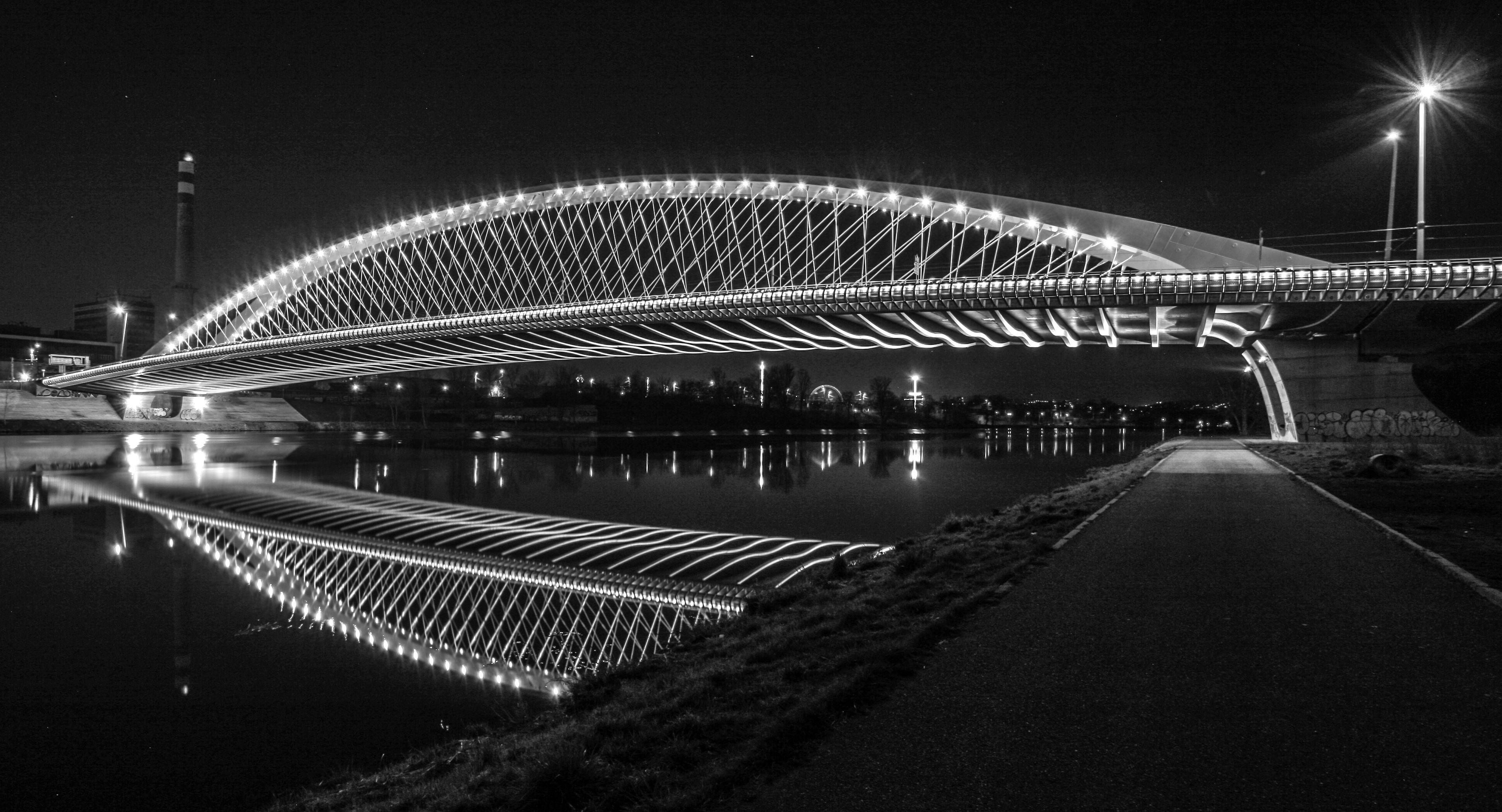